# Norrbottenspitz
Der Norrbottenspitz ist eine von der FCI anerkannte schwedische Hunderasse (FCI-Gruppe 5, Sektion 2, Standard Nr. 276).

## Herkunft und Geschichtliches
Der Norrbottenspitz ist ein alter Hund der Bauernhöfe Schwedens, der zur Jagd auf Eichhörnchen und Federwild eingesetzt wurde. Er bewachte Haus und Hof und zog kleine Wagen. Heute ist er selbst in seiner Heimat selten geworden. 1948 wurde er gar als ausgestorben vermutet. Durch Bemühungen von Züchtern erlebt er seit 1967 eine Wiedergeburt.

## Beschreibung
Der Standard des Norrbottenspitzes sieht eine Größe von 45 cm für Rüden und 42 cm für Hündinnen vor. Sein Haar ist hart, kurz, gerade und eher eng anliegend, mit feiner und dichter Unterwolle, in vielen Farben, bevorzugt werden Weißtöne. Die Ohren sind hoch angesetzt, steif stehend und nach vorne gerichtet, die Rute hoch angesetzt, in einem ziemlich hohen Bogen getragen, locker gerollt.